# San Nicolò d'Arcidano
San Nicolò d'Arcidano (Arcidànu in sardo) è un comune italiano di 2 420 abitanti della provincia di Oristano in Sardegna.

## Geografia fisica

### Territorio
È situato al confine fra le province di Oristano e del Sud Sardegna a circa 25 km dal capoluogo. La sua vicinanza al mare rende Arcidano un trafficato crocevia turistico.
È privo di sbocchi sul mare ed è distante 5 km da Terralba e Uras. Circondato dalla campagna, Arcidano tende a rimanere fertile anche in estate.

## Origini del nome
L'etimologia di Architano potrebbe essere "Sulla via dell'Arci", ovvero la via che dal portava al Monte Arci dove veniva estratta la preziosissima ossidiana.
Fino al 29 gennaio 1864 il comune era denominato semplicemente Arcidano.

## Storia
La storia di Arcidano è particolarmente incerta poiché poco documentata.
Prima del 1933, anno in cui iniziò l'opera di bonifica del territorio, il Fiume di Pabillonis  che scorre vicino al paese era un grande delta e quindi probabilmente un ottimo approdo per i primi abitanti della Sardegna.
Alcuni indizi si possono trovare a Marceddì, dove esistevano numerose fucine per la lavorazione dell'ossidiana, e verosimilmente se ne trovavano anche ad Arcidano poiché sono state trovate punte di freccia in ossidiana.
In epoca nuragica furono edificati 7 nuraghi ormai distrutti. Quello principale era il nuraghe ”Peppi Tzappus”, polilobato, si trovava nella regione di “Is codinas” ma non esistono elementi certi sull'esatta posizione.
Nel medesimo luogo si trovava anche il nuraghe “Nuracciolu” e sotto la chiesa principale vi era il "Nuraghe Luxia"
Il “Fromiga” era situato lungo la strada che porta a "Bau Angius" e infine un altro si trovava nelle vicinanze di una casa di campagna.
Le testimonianze dell'epoca romana sono più evidenti grazie alla vicinanza della città di Neapolis. Nella zona di Is codinas, sono stati trovati resti di muratura in mattoni, in località San Pantaleo, durante la piantagione di un vigneto, furono dissotterrate alcune urne cinerarie che però vennero distrutte. Anche in località "Santa Barbara" si trovarono alcune urne che furono riutilizzate per la fermentazione del mosto.
Nel Medioevo, Arcidano faceva parte del giudicato di Arborea, nella regione del “Parte Montis” che a sua volta era parte della curatoria di Bonorzuli.
Fino alla metà del Trecento pare esistessero due villaggi: “Architano Magno” e “Architano Parvo”.
Il primo aveva chiesa dedicata a san Nicolò, il secondo a san Pantaleo. Nel testamento di Ugone III, giudice di Arborea, è scritta la volontà di lasciare in eredità due buoi e 20 pecore alla chiesa di “Sant Nicolao de Architano Magno”. Nella seconda metà del XIV secolo, tanti piccoli villaggi in tutta la Sardegna furono abbandonati, “Architano Parvo” compreso. Nel 1460 la popolazione di Arcidano chiese al viceré di Cagliari di far diventare Arcidano comune.
Alla caduta del giudicato (1420) entrò a far parte del Marchesato di Oristano. Alla definitiva sconfitta degli arborensi (1478) passò sotto il dominio aragonese e fu incorporato nella contea di Quirra, che era stata istituita nel 1363 dal Re d'Aragona Pietro IV, e che fu trasformata in marchesato nel 1603, feudo prima dei Carroz e poi dei Centelles. Formò, con Uras, una baronia compresa nel marchesato, che ebbe come ultimi feudatari gli  Osorio de la Cueva, ai quali il paese fu riscattatonel 1839, con la soppressione del sistema feudale.
Il porto di Neapolis fu un ottimo approdo per le incursioni dei pirati barbareschi che frequentemente saccheggiavano e distruggevano tutto ciò che trovavano. Si narra che dopo un dei tanti saccheggi, gli invasori furono sconfitti da una sortita di saccheggiati in località “Fossaus”. Nel 1563 Dragut (uno dei corsari più spietati) cercò di sbarcare più volte ad Oristano e nel porto di “Marcellino” (l'odierna Marceddì). Purtroppo per Dragut s'imbatté contro un grosso gruppo di cacciatori in ritorno da "Ercolento" e fu sconfitto.
Alcuni anni prima del 1660 una sessantina di famiglie si insediarono ad Arcidano, rifondandolo. Tali famiglie provenivano da Samassi e da Furtei perché espulse dal proprio paese.

### Simboli
Lo stemma del comune di San Nicolò d'Arcidano è stato concesso con decreto del presidente della Repubblica del 20 dicembre 1996.
Il gonfalone è un drappo rettangolare troncato di azzurro e di rosso.

## Società

### Evoluzione demografica
Abitanti censiti

### Etnie e minoranze straniere
Secondo i dati ISTAT al 31 dicembre 2010 la popolazione straniera residente era di 101 persone. Le nazionalità maggiormente rappresentate in base alla loro percentuale sul totale della popolazione residente erano:
Serbia 59 2,08%

## Cultura

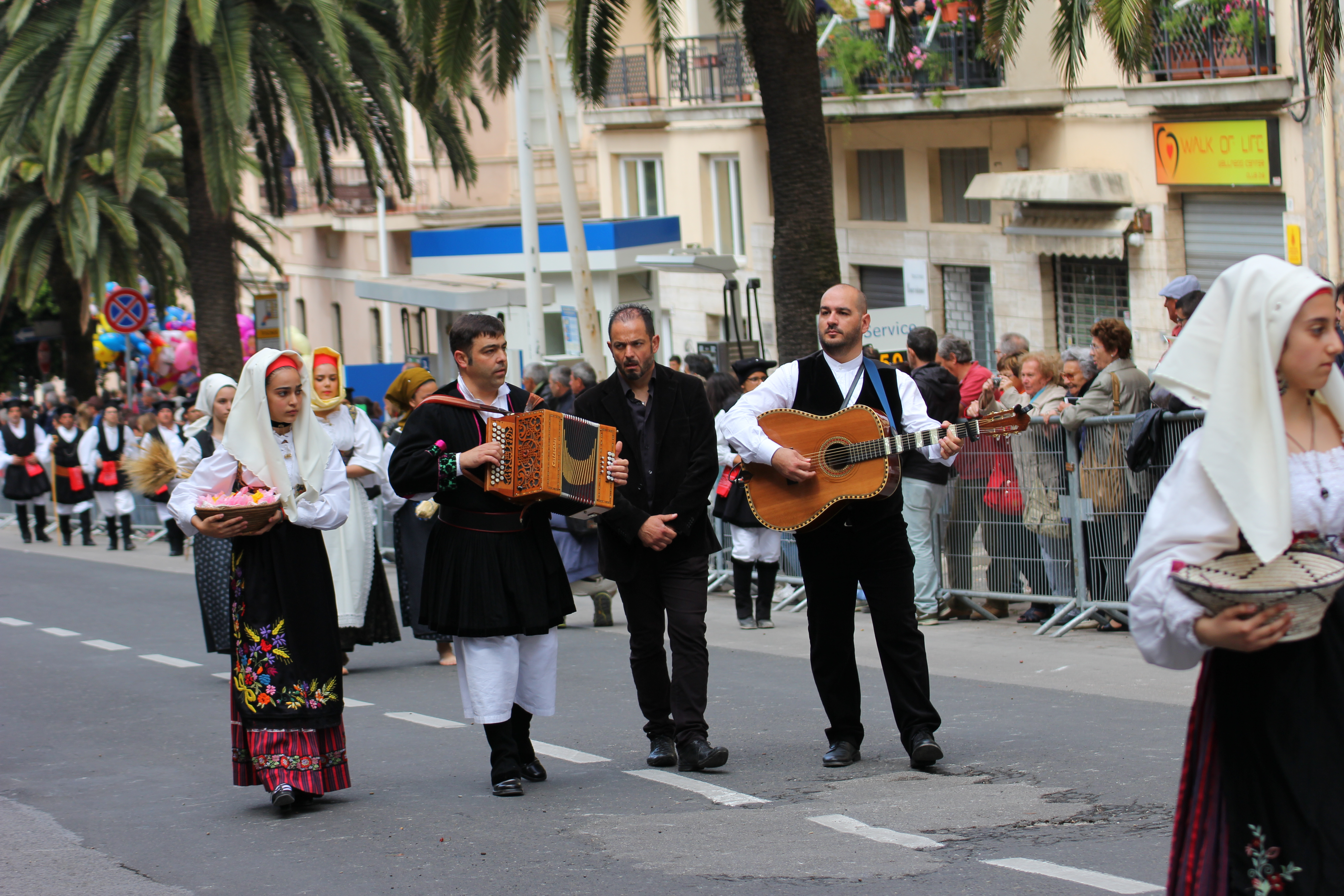
Costume tradizionale

### Eventi
- Sant'Isidoro, festeggiato tra l'ultima settimana di giugno e la prima settimana di luglio;
- Santa Margherita, festeggiata il 20 luglio;
- Arcidano produce, festeggiato a meta agosto;
- San Nicolò, patrono festeggiato il 10 settembre.

## Amministrazione
| Periodo         | Periodo         | Primo cittadino | Partito                                      | Carica  | Note |
| --------------- | --------------- | --------------- | -------------------------------------------- | ------- | ---- |
| 31 maggio 2015  | 26 ottobre 2020 | Emanuele Cera   | Lista civica "Per continuare @ far crescere" | Sindaco |      |
| 26 ottobre 2020 | in carica       | Davide Fanari   | Lista civica "Arcidano cresce"               | Sindaco |      |